# Linux Mark Institute
Das Linux Mark Institute (LMI) – auch: Linux Trademark Institute – ist eine gemeinnützige Organisation mit Sitz in Oregon (USA), die gegründet wurde, um das Markenrecht für den Namen Linux durchzusetzen und Lizenzen für die Benutzung des Namens zu vergeben. 

## Aufgabe
In Abgrenzung zur Linux Foundation, die sich im Wesentlichen um die Koordination der technischen Entwicklung des Linux-Kernels kümmert, dient das Linux Trademark Institute der Vermarktung und rechtlichen Absicherung des Namens Linux.

## Geschichte
In den Jahren 1994 und 1995 hatten diverse Personen und Unternehmen in verschiedenen Ländern – teilweise erfolgreich – den Markennamen „Linux“ für sich eintragen lassen. Aufgrund dieser Eintragungen und den damit verbundenen Rechten wollten sie von Firmen, die „Linux“ im Namen führten, Lizenzzahlungen einfordern.
Da viele Entwickler und Anhänger der Linux-Gemeinschaft damit nicht einverstanden waren, ging Linus Torvalds mit Hilfe von Linux International gegen diese Eintragungen vor und bekam die Marke Linux zugesprochen (in Deutschland und den USA).
Nach Erhalt der Markenrechte verwaltete Linux International diese. Später wurde hierfür das Linux Mark Institute gegründet.

## Lizenzmodell
Im Jahr 2000 legte Linus Torvalds die Grundregeln für die Vergabe von Lizenzen fest. Diese besagen, dass jeder, der ein Produkt oder eine Dienstleistung mit dem Namen Linux anbietet, eine Lizenz dafür besitzen und somit kaufen muss. Ausnahmen bilden nicht-kommerzielle Verwendungen, die eine kostenlose Lizenz erhalten oder keine benötigen. Mittlerweile sind jedoch alle Lizenzen kostenlos und zeitlich unbeschränkt gültig. Die Vergabe einer Lizenz ist an die Bedingung geknüpft, dass die Lizenznehmer Linus Torvalds' Eigentümerschaft an dem Namen anerkennen, diesen Umstand rechtlich nicht anfechten und die Urheberschaft Torvalds an entsprechender Stelle kennzeichnen.